# Inopsis sylla
Inopsis sylla là một loài bướm đêm thuộc phân họ Arctiinae, họ Erebidae.